# Bonobono
Bonobono (jap.: ぼのぼの) ist eine Yonkoma-Manga-Serie von Mikio Igarashi. Es wurde in Form zweier Anime-Fernsehserien, zwei Anime-Filmen und zwei Videospielen adaptiert. Während die Serie als Yonkoma-Manga betrachtet wird, verwenden die meisten Geschichten acht Panel. 1988 gewann Bonobono den Kōdansha-Manga-Preis in der Kategorie Allgemein.

## Inhalt
Die Serie folgt der Hauptfigur, einem jungen Seeotter namens Bonobono, und seinen täglichen Abenteuern mit seinen Freunden aus dem nahe gelegenen Wald. Zu denen gehört das schelmische Hörnchen Shimarisu und der aufbrausende Waschbär Araiguma. Bonobono kombiniert Gag-Comic und philosophische Fragen.

## Veröffentlichung
Von März 1986 bis März 1987 lief die Serie im Manga-Magazin Tensai Club bei Take Shobō. Dann wurde das Magazin durch Manga Club ersetzt, wo die Serie von April 1987 bis April 2020 erschien. Seit April 1986 erscheint die Serie zudem im Magazin Manga Life. Die Kapitel wurden in bisher 45 Bände zusammengefasst. Bei Taiwan Tohan erscheint eine chinesische Fassung.
Seit Start der Manga-Serie wurden von Take Shobō auch acht Bilderbücher veröffentlicht.

## Animeserien
Als erste Verfilmung kam am 13. November 1993 ein Anime-Film in die japanischen Kinos. Der Film unter dem Titel Bonobono entstand unter der Regie von Manga-Zeichner Mikio Igarashi, der auch das Drehbuch schrieb, bei Group TAC. Es folgte 1995 eine Bonobono-Anime-Fernsehserie. Ebenfalls eine Produktion von Group TAC, bei der nun Hitoshi Nanba Regie führte. Hauptautor war Tetsuo Yasumi. Das Charakterdesign entwarf Yuka Hoya und die künstlerische Leitung lag bei Kou Watanabe. Die Serie mit 48 je 15 Minuten langen Folgen lief vom 20. April 1995 bis zum 28. März 1996 im Rahmen der Reihe Anime Kan (アニメ缶) am Dienstagabend von 19.00 bis 19.30 Uhr bei TV Tokyo. Jede Folge wurde zusammen mit einer Episode von Bit the Cupid gezeigt, um den 30 Minuten auszufüllen. Die Serie wurde auf verschiedenen Kanälen und Netzwerken erneut ausgestrahlt, darunter Animax und der On-Demand-Internet-Streaming-Dienst GyaO, sowie ins Koreanische übersetzt.
Ein zweiter Film kam 2002 als Bonobono: Kumomo no Ki no Koto in die japanischen Kinos. Regie bei dem Computeranimationsfilm führte Kōki Kumagai.
Eine erneute Adaption als Anime-Fernsehserie wird bei Eiken produziert. Der im Dezember 2015 angekündigte Start 2016 geschah anlässlich des 30-jährigen Jubiläums der Mangaserie. Regie führte Hidenori Yamaguchi und Hauptautor war Mitsutaka Hirota. Die bisher nicht abgeschlossene Serie startete am 2. April 2016 bei Fuji TV. Crunchyroll hat die ersten drei Staffeln der Serie parallel zu Japan international veröffentlicht, Disney Channel Asia zeigt sie auf Englisch. Der Anime wurde aufgrund der COVID-19-Pandemie von Mai bis Juni 2020 unterbrochen und am 20. Juni 2020 wieder aufgenommen.

### Synchronisation
| Rolle           | Japanische Stimme (1995) (Seiyū) | Japanische Stimmen (2016) |
| --------------- | -------------------------------- | ------------------------- |
| Bonobono        | Kumiko Watanabe                  | Fukuko Yukimiyama         |
| Shimarisu       | Konami Yoshida                   | Aya Ogata                 |
| Araiguma        | Keiji Fujiwara                   | Shinpei Takano            |
| Sunadori Neko   | Juurouta Kosugi                  | Yuuki Kurofuji            |
| Sho-Neechan     | Mayumi Tanaka                    | Tomo Shigematsu           |
| Ane Dai         | Miki Narahashi                   | Shizuka Arai              |
| Araigumas Vater | Hideyuki Umezu                   | Takatsugu Awazu           |
| Fennec          | Michiyo Yanagisawa               | Tomo Shigematsu           |
| Bonobonos Vater | Takashi Nagasako                 | Takaaki Ito               |
| Kentaka         | -                                | Tomo Shigematsu           |

### Musik
Die Musik der ersten Serie komponierte Kazunori Miyake. Die beiden Abspannlieder sind Chikamichi Shitai (近道したい) und Love, Two Love, beide von Kyoko Suga. Das Vorspannlied der zweiten Serie ist Bonobono suru von Monobright.

## Videospiele
Einen Tag nach Beginn der Fernsehserie wurde ein Simulationsspiel für den 3DO Interactive Multiplayer veröffentlicht, der Titel ist Bonogurashi (ぼのぐらし). Im folgenden Juni 1996 wurde unter dem Namen Bonogurashi: Kore de Kanpeki Disu (ぼのぐらし〜これで完璧でぃす〜) ein Abenteuerspiel für die PlayStation veröffentlicht.

## Rezeption
Der Manga und Anime biete sanfte Diskussionen einfacher philosophischer Fragen, vergleichbar mit Winnie Puuh, so die Anime Encyclopedia. Bis Mitte der 2000er erreichte der Manga über fünf Millionen verkaufte Bände, zehn Jahre später waren es neun Millionen. Seit Start des ersten Films wurde in Japan auch eine große Zahl an Merchandise zu Bonobono vertrieben.